# Interstate 635 (Texas)
L'Interstate 635 (I-635) est une autoroute de 37 miles (60 km) qui forme une boucle autour de Dallas, au Texas, entre l'I-20 à Balch Springs et la SH 121 à l'entrée nord de l'aéroport international de Dallas/Fort Worth à Grapevine. 
Elle croise l'I-35E aux sorties 27B et 27C, mais pas l'I-35W. Une courte section de l'I-635 et de l'I-20 est désignée comme Lyndon B. Johnson Freeway, connue aussi comme LBJ Freeway, ou simplement LBJ. Le segment est nommé d'après Lyndon B. Johnson, l'ancien sénateur du Texas, le 37e vice-président et le 36e président des États-Unis. Là où l'I-635 termine, à l'I-20, l'I-20 continue la désignation de LBJ Freeway vers l'ouest.

## Description du tracé

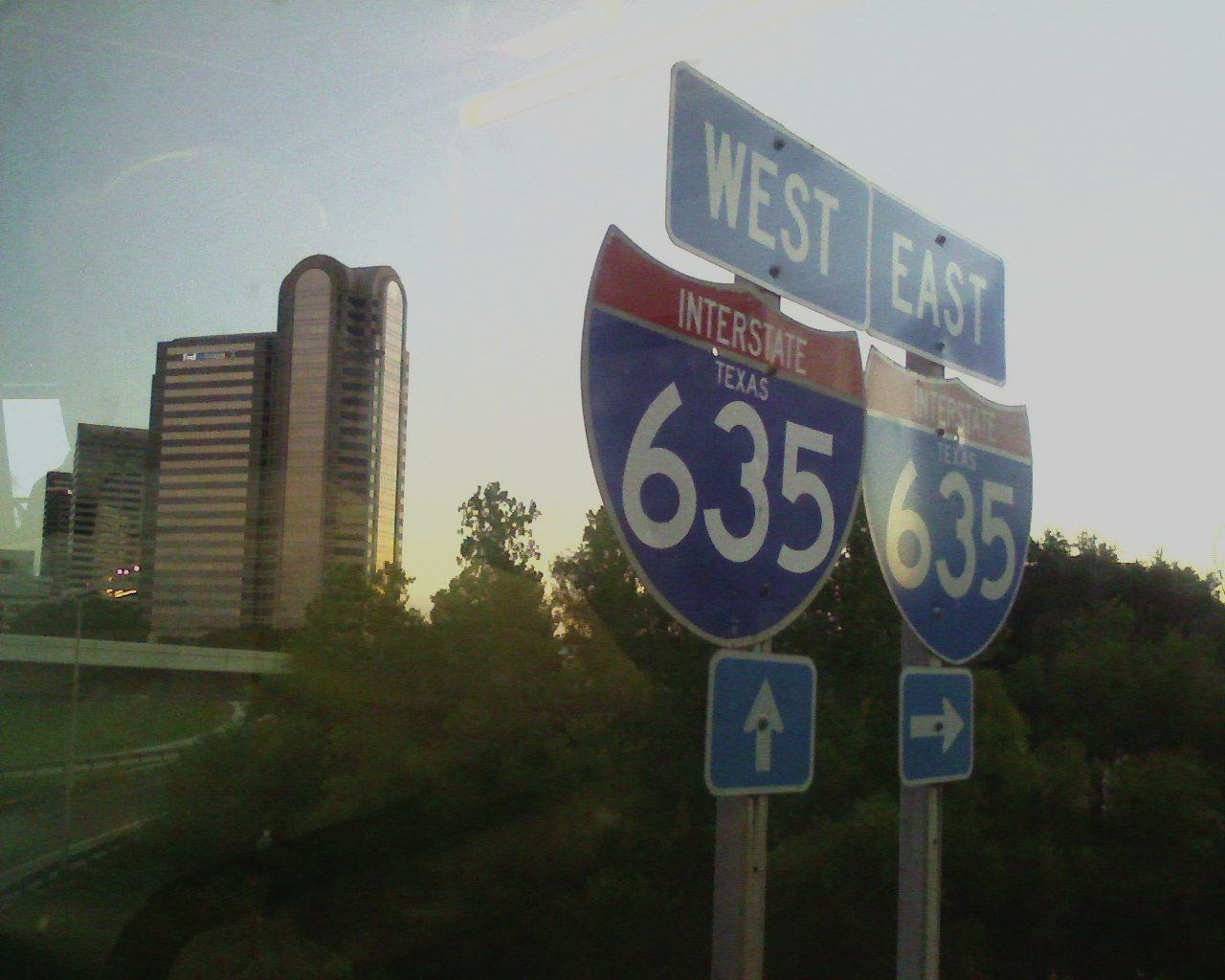
Signalisation de l'interstate 635 à Dallas, sur la Texas route 289.

La 635 part de l'interstate 20 à Balch Springs, au sud-est de Dallas. Elle se dirige ensuite vers le nord en traversant la ville de Mesquite. Au mile 9, elle croise l'interstate 30 en direction du centre-ville de Dallas ou de Texarkana et de Little Rock (Arkansas). Elle se dirige ensuite vers le nord-ouest tout en frôlant la limite de Dallas et de Garland, une des banlieues au nord de la ville. Au mile 19, l'interstate 635 fait partie d'un extraordinaire échangeur à 5 étages surnommé High Five Interchange incluant l'I-635, la US route 75 et les voies de service de chacune de ces autoroutes. Il est à noter que cet échangeur est l'un des plus complexes et des plus grands échangeurs de tous les États-Unis.
 La 635 se dirige ensuite vers l'ouest toujours en suivant la limite entre Dallas, mais cette fois-ci avec Farmers Branch, une autre banlieue nord de Dallas. Au mile 27, elle croise l'interstate 35E en direction du centre-ville de Dallas encore une fois ou d'Oklahoma City. L'interstate 635 poursuit sa route vers l'ouest en traversant les banlieues de Farmers Branch, Irving et Coppell. De plus, elle passe tout près de l'aéroport international de Dallas-Fort Worth (DFW). L'I-635 se termine à Coppell à sa jonction avec la Texas Loop 121 en direction de Carrollton ou de Fort Worth après avoir parcouru plus de 37 miles autour de Dallas, deuxième plus grande ville du Texas après Houston.

## Liste des sorties
| Interstate 635            |                              |       |       |        |                                                                                                   | |
| Comté                     | Municipalité                 | mi    | km    | Sortie | Intersections / Destinations                                                                      | Notes |
| Dallas                    | Balch Springs                | 0,00  | 0,00  | –      | I-20 ouest – Fort Worth                                                                           | Terminus sud; sortie 480 de l'I-20                                                                              |
| Dallas                    | Balch Springs                | 0,10  | 0,16  | 1C     | I-20 est – Shreveport                                                                             | Sortie direction sud, entrée direction nord                                                                     |
| Dallas                    | Balch Springs                | 0,40  | 0,64  | 1A     | Seagoville Road                                                                                   | |
| Dallas                    | Balch Springs                | 1,50  | 2,40  | 1B     | Elam Road                                                                                         | |
| Dallas                    | Balch Springs                | 2,60  | 4,20  | 2      | Lake June Road                                                                                    | |
| Dallas                    | Mesquite                     | 3,60  | 5,80  | 3      | West Cartwright Road / Bruton Road                                                                | |
| Dallas                    | Mesquite                     | 5,00  | 8,00  | 4      | SH 352 (en) (Military Parkway / Scyene Road)                                                      | |
| Dallas                    | Mesquite                     | 5,90  | 9,50  | 5      | Gross Road / Galloway Avenue                                                                      | |
| Dallas                    | Mesquite                     | 6,60  | 10,60 | 6      | US 80 – Dallas, Terrell                                                                           | Indiqué sortie 6A (ouest) et 6B (est)                                                                           |
| Dallas                    | Mesquite                     | 8,10  | 13,00 | 7A     | Towne Centre Drive                                                                                | Sortie direction sud, entrée direction nord                                                                     |
| Dallas                    | Mesquite                     | 7,50  | 12,10 | 7B     | Town East Boulevard                                                                               | Indiqué sortie 7 en direction nord                                                                              |
| Dallas                    | Mesquite                     | 8,70  | 14,00 | 8      | I-30 / US 67 – Dallas, Texarkana                                                                  | Indiqué sortie 8A (ouest) et 8B (est); sortie 56B-C de l'I-30                                                   |
| Dallas                    | Mesquite                     | 9,70  | 15,60 | 9A     | Oates Drive / Galloway Avenue                                                                     | |
| Dallas                    | Mesquite                     |       |       | –      | Voies Express                                                                                     | Terminus sud des voies Expresss                                                                                 |
| Dallas                    | Limite Mesquite–Garland      | 10,80 | 17,40 | 9B     | La Prada Drive                                                                                    | Sortie direction sud, entrée direction nord                                                                     |
| Dallas                    | Garland                      | 11,40 | 18,30 | 11A    | Centerville Road / Ferguson Road                                                                  | |
| Dallas                    | Garland                      | 12,20 | 19,60 | 11B    | Northwest Highway / Shiloh Road                                                                   | |
| Dallas                    | Garland                      | 13,40 | 21,60 | 12     | SH 78 (en) (Garland Road)                                                                         | Accès direction nord via sortie 11B                                                                             |
| Dallas                    | Limite Garland–Dallas        | 13,90 | 22,40 | 13     | Jupiter Road / Kingsley Road / Walnut Hill Lane                                                   | |
| Dallas                    | Dallas                       |       |       | –      | Voies Express                                                                                     | Sortie direction nord, entrée direction sud pour les voies Express (HOV)                                        |
| Dallas                    | Dallas                       | 15,20 | 24,50 | 14     | Plano Road / Church Road / New Church Road                                                        | |
| Dallas                    | Dallas                       | 16,00 | 25,70 | 15     | Miller Road / Royal Lane                                                                          | |
| Dallas                    | Dallas                       | 16,60 | 26,70 | 16     | Skillman Street / Audelia Road                                                                    | |
| Dallas                    | Dallas                       |       |       | –      | Voies Express                                                                                     | Sortie direction nord, entrée direction sud pour les voies Express (HOV)                                        |
| Dallas                    | Dallas                       | 17,60 | 28,30 | 17     | Forest Lane / Abrams Road                                                                         | |
| Dallas                    | Dallas                       | 18,20 | 29,30 | 18A    | Greenville Avenue / TI Boulevard                                                                  | Indiqué sortie 18 en direction nord                                                                             |
| Dallas                    | Dallas                       |       |       | –      | Voies Express                                                                                     | Sortie direction nord, entrée direction sud pour les voies Express (HOV)                                        |
| Dallas                    | Dallas                       |       |       | –      | I-635 Express ouest                                                                               | Sortie direction nord, entrée direction sud; les voies HOV deviennent Express                                   |
| Dallas                    | Dallas                       | 19,50 | 31,40 | 18B    | TI Boulevard                                                                                      | Indiqué sortie 18 en direction nord                                                                             |
| Dallas                    | Dallas                       | 18,80 | 30,30 | 19A    | US 75 – Dallas, McKinney                                                                          | |
| Dallas                    | Dallas                       | 18,80 | 30,30 | ♦      | US 75 nord (HOV) / Spring Creek Parkway                                                           | Voies Express; sortie direction nord, entrée direction sud                                                      |
| Dallas                    | Dallas                       | 19,60 | 31,50 | 19B    | Coit Road                                                                                         | |
| Dallas                    | Dallas                       | 20,20 | 32,50 | 20     | Park Central Drive / Hillcrest Road                                                               | Accès aux voies Express direction sud                                                                           |
| Dallas                    | Dallas                       | 21,50 | 34,60 | 21     | SH 289 (en) (Preston Road) / Montfort Drive                                                       | |
| Dallas                    | Limite Farmers Branch–Dallas | 22,80 | 36,70 | 22B    | Dallas Parkway / Inwood Road / Montfort Drive / Welch Road                                        | Pas de sortie directe direction sud (indiqué à la sortie 22D)                                                   |
| Dallas                    | Limite Farmers Branch–Dallas | 23,20 | 37,30 | 22C-D  | Dallas North Tollway                                                                              | Indiqué sortie 22C (nord) et 22D (sud)                                                                          |
| Dallas                    | Limite Farmers Branch–Dallas | 24,10 | 38,80 | 23     | Midway Road / Welch Road                                                                          | |
| Dallas                    | Limite Farmers Branch–Dallas | 25,20 | 40,60 | 24     | Marsh Lane                                                                                        | Accès aux voies Express direction sud                                                                           |
| Dallas                    | Limite Farmers Branch–Dallas | 25,80 | 41,50 | 25     | Webb Chapel Road / Josey Lane / Denton Drive / Harry Hines Boulevard                              | Sortie directe depuis les voies Express                                                                         |
| Dallas                    | Dallas                       |       |       |        | I-635 Express – Dallas, Denton                                                                    | Sortie direction nord, entrée direction sud depuis les voies Express                                            |
| Dallas                    | Dallas                       | 27,80 | 44,70 | 27B-C  | I-35E / US 77 – Dallas, Denton                                                                    | Indiqué sortie 27B (nord) et 27C (sud); sortie 440B-C de l'I-35E                                                |
| Dallas                    | Dallas                       |       |       | –      | I-635 Express est                                                                                 | Terminus nord des voies Express                                                                                 |
| Dallas                    | Farmers Branch               | 29,00 | 46,70 | 28     | Luna Road                                                                                         | |
| Dallas                    | Irving                       | 30,00 | 48,30 | 29     | Pres. George Bush Turnpike / Las Colinas Boulevard                                                | Indiqué sortie 29 (nord) et 30 (sud) en direction nord; indiqué sortie 29A (sud) et 29B (nord) en direction sud |
| Dallas                    | Irving                       | 30,70 | 49,40 | 31     | MacArthur Boulevard                                                                               | |
| Dallas                    | Irving                       | 31,90 | 51,30 | 31B    | Olympus Boulevard                                                                                 | Sortie direction sud via sortie 31                                                                              |
| Dallas                    | Limite Irving–Coppell        | 32,80 | 52,80 | 33     | Belt Line Road                                                                                    | |
| Dallas                    | Limite Irving–Coppell        | 34,90 | 56,20 | 34     | Freeport Parkway                                                                                  | |
| Dallas                    | Coppell                      | 35,80 | 57,60 | 35     | Royal Lane                                                                                        | |
| Tarrant                   | Grapevine                    | 36,60 | 58,90 | 36C    | Bass Pro Drive / Bethel Road                                                                      | Sortie direction nord, entrée direction sud                                                                     |
| Tarrant                   | Grapevine                    | 36,70 | 59,10 | 36A    | SH 121 (en) sud / SH 114 (en) – Fort Worth, Aéroport D/FW, Dallas                                 | Sortie direction nord, entrée direction sud                                                                     |
| Tarrant                   | Grapevine                    | 36,90 | 59,40 | 36B    | SH 121 (en) nord / FM 2499 (en) nord (Grapevine Mills Parkway) / Stars and Stripes Way – McKinney | Terminus nord                                                                                                   |
| - Péage - Accès incomplet |                              |       |       |        |                                                                                                   | |